# Mancio Itō
Mancio Sukemasu Itō SJ (jap. 伊東マンショ), (ur. w 1570 w Tonokori (obecnie: Saito), zm. w 13 listopada 1612 w Nagasaki) – japoński jezuita, misjonarz i samuraj, rzecznik pierwszej japońskiej misji dyplomatycznej do Europy (Misja Tenshō).

## Życiorys
Jako dziecko przeniósł się z rodziną do Funai (ob. Ōita), gdzie potem przyjął chrzest katolicki. Studiował w seminarium duchownym w Arimie, gdzie m.in. nauczył się łaciny. W 1582 wyruszył wraz z trzema innymi japońskimi studentami seminarium (Miguel Chijiwa, Julian Nakaura i Martinho Hara) z poselstwem dyplomatycznym, tzw. Misja Tenshō, do Europy jako rzecznik. Przez takie kraje jak: Portugalia, Hiszpania i Toskania delegaci japońscy dotarli do Rzymu, gdzie spotkali się z papieżem, który nadał Itō Order Złotej Ostrogi. 
Po powrocie do Japonii w 1590 Mancio Itō dwukrotnie odmówił wstąpienia na służbę Hideyoshi Toyotomiego. Mimo sprzeciwu rodziny rozpoczął nowicjat w zakonie jezuitów 25 lipca 1591 i kontynuował studia w seminarium. W latach 1601–1604 przebywał na studiach teologicznych w Makau. Potem był wykładowcą w seminarium w Arimie, a we wrześniu 1608 w Nagasaki przyjął święcenia kapłańskie. W następnych latach prowadził działalność duszpasterską w regionach Yamaguchi i Obi. Kiedy zagraniczni misjonarze zostali wygnani z kraju (1611), Itō rozszerzył swoją działalność misyjną. Choroba zmusiła go do zaprzestania misji i pozostania w Nagasaki, gdzie zmarł. 